# Anna Sylvia Caretto
Anna Sylvia Katharina Caretto di Millesimo, auch Anna Sylvia Katharina Carretto von Millesimo (* 1605 oder 1606 in Prag; † 26. Februar 1664 in Regensburg) war eine böhmische Adlige. Sie war durch Geburtsrecht Markgräfin von Savona und Gräfin von Millesimo. Anna Sylvia Caretto war verheiratet mit Hermann Czernin von Chudenitz. Einige Jahre nach dessen Tod ehelichte sie den Reichsgeneralfeldmarschall Leopold Wilhelm von Baden.

## Leben
Anna Sylvia Caretto war die Tochter von Stefano (Štěpán) (I.) Graf Caretto di Millesimo und Magdalena Kostomlatská z Vřesovic († 1639 in Dresden). Ihre erste Ehe wurde am 18. April 1633 mit Hermann Czernin von Chudenitz († 7. März 1651) geschlossen. Die Ehe mit dem um 20 Jahre jüngeren Markgraf Leopold Wilhelm von Baden, dem Stiefneffen ihrer Freundin Margaretha Anna von Oettingen-Baldern, ging sie im Jahre 1659 ein. Sie wurde damit Markgräfin von Baden und Hochberg. Die Ehe blieb kinderlos.
Sylvia Caretto gilt als bedeutende böhmische Adlige ihrer Zeit. Gemeinsam mit Margaretha Anna von Oettingen-Baldern (der Stiefmutter des Fürsterzbischofs Guidobald von Thun) unternahm sie eine Wallfahrt nach Rom. Caretto zählte zu den Damen, mit denen Kaiserin Eleonora II. regelmäßig Karten spielte. Ab 1662 war sie Mitglied in dem von der Kaiserin-Witwe gestifteten Damenorden Sklavinnen der Tugend. Sie gehörte in Prag zum engeren Freundeskreis des Kardinals Ernst Adalbert von Harrach, der sie vielfach in seinen Tagebüchern erwähnt.
Caretto erwarb 1648 das Gut Kuttomir, 1650 Dubkowitz mit Augezd (Dobkovičky mit Újezd , heute Ortsteile von Velemín), und 1651 Kamaik. 1654 bestätigte sie die städtischen Privilegien des zu ihrer Herrschaft gehörigen Ortes Flöhau. Am 18. Mai 1655 erwarb sie von Maximilian von Martinitz das Gut Knöschitz (heute: Kněžice, Ortsteil von Podbořany). Schließlich kaufte sie 1655 von Karl Ferdinand von Waldstein die Herrschaft Lobositz mit dem Gut Sulowitz (Sulejovice). 1661 konnte sie von Piccolominis Witwe Maria Benigna die Herrschaft Gradlitz erwerben, die diese verkaufen musste, um die Schulden ihres Mannes zu begleichen. Bei der Verwaltung ihrer Güter galt sie als „aktive, durchsetzungsfähige und administrativ begabte Frau“, die sich in Lobositz des „gänzlich verwahrlosten und verkommenen Dominiums tatkräftig annahm“ und dabei in landwirtschaftliche Einzelheiten bis hin zur Neubeschaffung der durch den Dreißigjährigen Krieg dezimierten Ochsenbestände aus Ungarn eingriff.

„Es ist bemerkenswert, nicht allein dass sie den Mut fand, derartig verwüstetes Land zu erwerben, sondern dass sie sich auch in diesen traurigen Zeiten so erfolgreich behauptete und so sicher die ersten Schritte aus dem allgemeinen Débacle heraus zu tun verstand.“

Zum Zeitpunkt ihres Todes war sie Herrin in Lobositz, Kost, Kamik, Augest, Wrschowitz, Sedschitz (Sedčice) und Gradlitz, wie die Inschrift auf ihrem Grabstein besagt. Ihre Güter gingen laut Testament an Markgraf Ludwig Wilhelm von Baden-Baden („Türkenlouis“, Neffe ihres zweiten Ehemannes) über. Die Markgrafschaft Baden hielt dann mehr als 100 Jahre den Besitz im Böhmen. Ihrem Bruder Carl Leopold di Millesimo vermachte Anna Sylvia Caretto in ihrem Testament hunderttausend Rheinische Gulden als Fideikommiss.
Sie starb 1664 auf der Reise von Böhmen nach Baden in Regensburg. Man bestattete sie in der Sigismundkapelle des Veitsdoms zu Prag neben ihrem ersten Ehemann. Ihr Briefwechsel mit Hermann Czernin von Chudenitz ist veröffentlicht.